# Маленька Айше та чарівні гноми в країні мрій
Маленька Айше та чарівні гноми в країні мрій (тур. Ayşecik ve Sihirli Cüceler Rüyalar Ülkesinde) — фільм 1971 року турецького кінорежисера Тунча Башарана, неофіційна та дуже близька адаптація Гамді Дегірменджіоглу роману Френка Баума 1900 року «Дивовижний чарівник країни Оз». Фільм спродюсував Оздемір Бірсель для студії Hisar (Citadel) Film. Це один із майже сорока фільмів, у яких Зейнеп Дегірменчіоглу грає Айшеджик, багато з яких, як і цей, були екранізаціями відомих історій, наприклад, Sinderella Külkedisi («Попелюшка», Сурея Дуру, 1971), «Hayat Sevince Güzel» [буквально, « Любов робить життя прекрасним»] («Поліанна», Темел Гуру, 1971) і «Pamuk Prenses ve 7 Cüceler» («Білосніжка», Ертем Ґьореч, 1970).

## Короткий зміст сюжету
Маленька дівчинка на ім'я Айше живе з батьками на фермі, де вони часто годують курей або збирають урожай. Однак одного дня налітає страшний торнадо. Вона поспішає повернутися до будинку, бо всередині замкнений її собака. Але в цей момент сильний вітер зриває будинок з фундаменту і піднімає в небо. Коли будівля приземляється, вона відчиняє вхідні двері і визирає назовні. Отримавши від Північної Чаклунки захисний поцілунок і пару срібних черевичків, а також обіцянку допомоги від сімох манчкінів, вона вирушає на пошуки Великого Чарівника. Через луки та ліси вона зустрічає Коркулука (Опудало), а в лісі — Тенеке Коруадама (Залізний Дроворуб) та Коркака Аслана (Боязкого Лева). Чарівник ставить умову, щоб вони вбили Злу Відьму Півдня для того, щоб виконати свої бажання. Але Айше і Коркак Аслан потрапляють до в'язниці відьми після того, як їхні друзі Коркулук і Тенеке Коруадам були знищені її армією воїнів. Айше заходить до в'язниці з важким бляшаним відром, але ставить його, коли зла відьма наказує їй вимити підлогу. Дівчина перечіпляється через мотузку, і її лівий черевик падає на підлогу, зла відьма підбирає черевик і дражнить Айше. Айше підхоплює відро з водою і жбурляє в неї, відьма кричить, її слуги тікають, але потім вона починає тремтіти, і врешті-решт випаровується в повітрі. Колишні піддані відьми охоче відновлюють Коркулука і Тенеке Коруадам. Повернувшись до Смарагдового міста, Великий Чарівник зізнається, що був шахраєм, доставляє друзям Айше дрібнички і випадково залишає її позаду під час втечі на повітряній кулі, тож вони знову вирушають у подорож, знову зустрічають фарфорових ляльок, печерних людей з молотами (за мотивами «Молотоголових» Баума) і починають танцювати, а після того, як Добра Чаклунка розповідає їй, як користуватися черевичками, Айше прощається з друзями, клацає підборами і потрапляє до свого дому. Цікаво, що вперше в будь-якій екранізації «Дивовижний чарівник країни Оз» ми бачимо реакцію друзів юної героїні після того, як вона йде.

## Виробництво
Коли Зейнеп Дегірменчіоглу зіграла Айше, їй було 17 років. Стільки ж було Джуді Ґарленд, коли вона зіграла Дороті у фільмі «Чарівник країни Оз» (1939), на якому засновано цей фільм. У книзі сказано, що Дороті було 10-12 років.
Ім'я головної героїні було змінено з Дороті на Айше. Це було зроблено для того, щоб скористатися статусом Дегірменджіоглу в турецькій поп-культурі і заробити на її підписі та головній ролі Айше у кінофраншизі «Айше». Протягом своєї кар'єри Дегірменджіоглу часто проходила кастинг на роль цієї дівчини-сусідки і часто грала образ Айше у різних прототипах.
Ім'я собаки Айше — Бончук (змінено з Тото), це дуже поширене ім'я для домашніх тварин у Туреччині. Сама назва в перекладі з турецької означає «намистинка». Протягом багатьох років англомовна аудиторія неправильно тлумачила його ім'я як «Банджу».